# Cosmia apicimacula
Cosmia apicimacula är en fjärilsart som beskrevs av Shigero Sugi 1959. Cosmia apicimacula ingår i släktet Cosmia och familjen nattflyn. Inga underarter finns listade i Catalogue of Life.